# Harrachaur
Harrachaur (en népalais : हर्राचौर) est un comité de développement villageois du Népal situé dans le district de Gulmi. Au recensement de 2011, il comptait 1 829 habitants.